# Albert Van den Bruele
Albertus (Albert) Van den Bruele (Denderhoutem, 19 februari 1885 - Terneuzen, 4 oktober 1943) was een Belgisch redacteur, dramaticus, activist en politicus voor de Christene Volkspartij.

## Levensloop
Van den Bruele groeide op in een landbouwersgezin als oudste van vier kinderen. Hij leerde het drukkersvak. In 1909 ging hij aan de slag in de drukkerij Volksverheffing van Pieter Daens, met wiens dochter Anna-Marie hij in 1912 huwde. Na zijn huwelijk vestigde hij zich als zelfstandig drukker te Denderleeuw.
Van den Bruele was actief als redacteur voor verschillende daensistische tijdschriften en hoofdredacteur van De Vrije Klok. In 1916, tijdens de Eerste Wereldoorlog, trad hij in het activisme en werd lid van de tweede Raad van Vlaanderen en de Oost-Vlaamse gouwraad. Hij was nauw betrokken bij de vernederlandsing van de Gentse Universiteit.
Na de oorlog vluchtte hij op 9 november 1918 naar Duitsland, alwaar hij verbleef te Bad Salzuflen. Vanaf 1923 was hij woonachtig te Terneuzen. In juli 1920 werd hij veroordeeld tot een gevangenisstraf van 20 jaar bij verstek door het hof van assisen van Brabant. Ten gevolge van de uitdovingswet van 1929 kreeg hij genade.